# Moldovas kyrkor
Moldovas kyrkor är sju rumänskortodoxa kyrkor i länet Suceava i Rumänien, i norra delen av den historiska regionen Moldova, uppförda mellan 1487 och 1532.

## Ett världsarv
Sedan 1993 finns Moldovas kyrkor med på världsarvslistan. 2010 utvidgades världsarvet med Uppståndelsekyrkan i Suceviţaklostret. Världsarvet bytte samtidigt namn till detta även om övriga kyrkor ännu ingår i själva världsarvet då "Kyrkan i Suceviţaklostret fulländar detta komplex".
Kyrkor/kloster som ingår i världsarvet
| Namn                                                   | By        | Uppfört |
| ------------------------------------------------------ | --------- | ------- |
| Johannes döparens halshuggnings kyrka                  | Arbore    | 1503    |
| Jungfru Marie himmelsfärds kyrka i forna Humor kloster | Humor     | 1530    |
| Bebådelsekyrkan i Moldovița kloster                    | Moldovița | 1532    |
| Heliga korsets kyrka i Pătrăuţi                        | Pătrăuţi  | 1487    |
| Sankt Nikolaus kyrka och Katholikon i Probota kloster  | Probota   | 1531    |
| Sankt Göran                                            | Suceava   | 1522    |
| Sankt Georges kyrka i forna Voroneț kloster            | Voroneț   | 1487    |
| Uppståndelsekyrkan i Sucevița kloster                  | Sucevița  | 1583    |

Andra noterbara kyrkor/kloster i regionen:
| Namn                                                     | By         | Uppfört |
| -------------------------------------------------------- | ---------- | ------- |
| Den Helige Andes nedsänknings kyrka i Dragomirna kloster | Dragomirna | 1609    |
| Kristi förklarings kyrka i Slatina kloster               | Slatina    | 1554-61 |
| Putna kloster                                            | Putna      |         |
| Bogdana kloster                                          | Rădăuți    |         |
| Bălinești kloster                                        | Bălinești  |         |
| Râșca kloster                                            | Râșca      |         |